# Neodeceia cineracea
Neodeceia cineracea är en tvåvingeart som först beskrevs av Daniel William Coquillett 1902.  Neodeceia cineracea ingår i släktet Neodeceia och familjen lövflugor.
Artens utbredningsområde är Kuba. Inga underarter finns listade i Catalogue of Life.